# Предстоятели православной церкви в Америке
До начала 1920-х годов все православные церкви на Северо-Американском континенте, независимо от этнической принадлежности, находились в юрисдикции Русской Православной Церкви. Эта Североамериканская епархия управлялась епископом или архиепископом Русской Церкви.
После Октябрьской революции 1917 года связь между Русской православной церковью и Церковью в Северной Америке была почти полностью отрезана. В 1920 году Патриарх Московский Тихон распорядился всем русским православным епархиям за пределами России объединиться и управляться автономно до того времени, пока связь между частями церкви сможет быть обратно возобновлена. Как результат, многие православные общины нерусского происхождения обратились к Церквям своих стран исхода для пастырского попечения и управления.
После провозглашения автономии Североамериканской епархии (Митрополии) в феврале 1924 года, архиепископ Платон (Рождественский) стал первым митрополитом всея Америки и Канады. С тех пор предстоятель ПЦА был известен как Митрополит всея Америки и Канады, в дополнение к своей роли в качестве архиепископа епархии ПЦА.
Когда ПЦА (известной тогда как Русская Православная Греко-Кафолическая Церковь в Северной Америке) была в 1970 году предоставлена автокефалия от Русской Церкви (акт признаётся большинством православных юрисдикций), она получила название Православная Церковь в Америке, и правящему митрополиту был предоставлен дополнительный титул Его Блаженство.
| №                                                                       | Имя                                                                  | Место рождения                                                       | Имя в миру                                                           | Юрисдикция                                                                                  | Годы                                                                 | Примечания |
| Северо-Американсканская епархия в управлении Иркутским епископом РПЦ    | Северо-Американсканская епархия в управлении Иркутским епископом РПЦ | Северо-Американсканская епархия в управлении Иркутским епископом РПЦ | Северо-Американсканская епархия в управлении Иркутским епископом РПЦ | Северо-Американсканская епархия в управлении Иркутским епископом РПЦ                        | Северо-Американсканская епархия в управлении Иркутским епископом РПЦ | Северо-Американсканская епархия в управлении Иркутским епископом РПЦ                                                                           |
| ----------------------------------------------------------------------- | -------------------------------------------------------------------- | -------------------------------------------------------------------- | -------------------------------------------------------------------- | ------------------------------------------------------------------------------------------- | -------------------------------------------------------------------- | --- |
| 1                                                                       | Иоасаф (Болотов)                                                     | Стражново, Кашинский уезд                                            | Иван Ильич Болотов                                                   | Епископ Кадьякский, викарий Иркутской епархии                                               | 1799                                                                 | Хиротонисан в 1799 году и тогда же отплыл на Аляску, но погиб в кораблекрушении.                                                               |
| Северо-Американсканская епархия в управлении Камчатскими епископами РПЦ |                                                                      |                                                                      |                                                                      |                                                                                             |                                                                      | |
| 1                                                                       | Иннокентий (Вениаминов)                                              | Ангинкое                                                             | Иван Евсеевич Попов-Вениаминов                                       | Архиепископ Камчатский, Курильский и Алеутский (до 1850 года — епископ)                     | 1840—1868                                                            | |
| 2                                                                       | Петр (Екатериновский)                                                |                                                                      | Фёдор Алексеевич Екатериновский                                      | Епископ Новоархангельский, викарий Камчатской епархии                                       | 1859—1866                                                            | |
| 3                                                                       | Павел (Попов)                                                        | Енисейская губерния                                                  | Павел Лаврентьевич Попов                                             | Епископ Новоархангельский, викарий Камчатской епархии                                       | 1866—1870                                                            | В 1867 году Аляска была продана Соединённым Штатам                                                                                             |
| Епископы Алеутские и Аляскинские РПЦ                                    |                                                                      |                                                                      |                                                                      |                                                                                             |                                                                      | |
| 1                                                                       | Иоанн (Митропольский)                                                |                                                                      | Стефан Митропольский                                                 | Епископ Алеутский и Аляскинский                                                             | 1870—1877                                                            | |
| 2                                                                       | Нестор (Засс)                                                        | Архангельск                                                          | барон Николай Павлович Засс                                          | Епископ Алеутский и Аляскинский                                                             | 1878—1882                                                            | После смерти епископа Нестора в 1882 году, епархия Алеутских островов и Аляски попал под юрисдикцию митрополита Санкт-Петербурга до 1887 года. |
| 3                                                                       | Владимир (Соколовский-Автономов)                                     | Сеньковка, Полтавская область                                        | Василий Григорьевич Соколовский-Автономов                            | Епископ Алеутский и Аляскинский                                                             | 1887—1891                                                            | |
| 4                                                                       | Николай (Адоратский)                                                 | Казань                                                               |                                                                      | Епископ Алеутский и Аляскинский                                                             | 1891                                                                 | Епископ Николай был переведён в другую епархию до поездки в Северную Америку                                                                   |
| 5                                                                       | Николай (Зиоров)                                                     | Новомиргород                                                         | Михаил Захарович Зиоров                                              | Епископ Алеутский и Аляскинский                                                             | 1891—1898                                                            | |
| Архиепископы Алеутские и Северо-Американские РПЦ                        |                                                                      |                                                                      |                                                                      |                                                                                             |                                                                      | |
| 1                                                                       | Тихон (Беллавин)                                                     | Псковская губерния, Россия                                           | Василий Иванович Беллавин                                            | Епископ Алеутский и Аляскинский                                                             | 1898—1900                                                            | |
| 1                                                                       | Тихон (Беллавин)                                                     | Псковская губерния, Россия                                           | Василий Иванович Беллавин                                            | Епископ Алеутский и Северной Америки                                                        | 1900—1905                                                            | Епископ Тихон внёс много изменений в епархиальную структуру, в том числе переименовал епархию                                                  |
| 1                                                                       | Тихон (Беллавин)                                                     | Псковская губерния, Россия                                           | Василий Иванович Беллавин                                            | Архиепископ Алеутских островов и Северной Америки                                           | 1905—1907                                                            | Епископ Тихон был возведен в архиепископа, когда епископия превращена архиепископию в 1905 году. Он вернулся в Россию в 1907 году.             |
| 2                                                                       | Платон (Рождественский)                                              | Курская губерния                                                     | Порфирий Фёдорович Рождественский                                    | Архиепископ Алеутский и Северо-Американский                                                 | 1907—1914                                                            | |
| 3                                                                       | Евдоким (Мещерский)                                                  | Владимирская губерния                                                | Василий Михайлович Мещерский                                         | Архиепископ Алеутский и Северо-Американский                                                 | 1914—1918                                                            | Архиепископ Евдоким вернулся в Россию и был назначен архиепископ Нижегородским в 1919 году.                                                    |
| 4                                                                       | Александр (Немоловский)                                              | Волынь                                                               | Александр Александрович Немоловский                                  | Архиепископ Алеутских островов и Северной Америки                                           | 1919—1922                                                            | Архиепископ Александр покинул США в 1922 году.                                                                                                 |
| Митрополиты всея Америки и Канады, самопровозглашенной автономии от РПЦ |                                                                      |                                                                      |                                                                      |                                                                                             |                                                                      | |
| 1                                                                       | Платон (Рождественский)                                              | Курская губерния                                                     | Порфирий Фёдорович Рождественский                                    | Митрополит всея Америки и Канады                                                            | 1922—1934                                                            | |
| 2                                                                       | Феофил (Пашковский)                                                  | Киевская губерния                                                    | Фёдор Николаевич Пашковский                                          | Архиепископ Сан-Францисский, Митрополит всея Америки и Канады                               | 1934—1950                                                            | Феофил был избран митрополит после смерти митрополита Платона в 1934 году.                                                                     |
| 3                                                                       | Леонтий (Туркевич)                                                   | Кременец                                                             | Леонид Иеронимович Туркевич                                          | Архиепископ Нью-Йоркский, Митрополит всея Америки и Канады                                  | 1950—1965                                                            | |
| Митрополиты всея Америки и Канады, автокефальной ПЦА                    |                                                                      |                                                                      |                                                                      |                                                                                             |                                                                      | |
| 1                                                                       | Ириней (Бекиш)                                                       | Люблинская губерния, Польша                                          | Иван (Джон) Бекиш                                                    | Архиепископ Нью-Йоркский, Митрополит всея Америки и Канады                                  | 1965—1977                                                            | При его участии в 1970 году ПЦА получила автокефалию от РПЦ                                                                                    |
|                                                                         | Сильвестр (Харунс)                                                   | Двинск, Латвия                                                       | Иван Антонович Харунс                                                | Архиепископ Монреальский и Канадский, временный управляющий Православной Церковью в Америке | 1974—1977                                                            | Архиепископ Сильвестр был назначен временным управляющим в 1974 году при больном митрополите Иренее                                            |
| 2                                                                       | Феодосий (Лазор)                                                     | Канонсберг, Пенсильвания, США                                        | Фрэнк Лазор                                                          | Архиепископ Нью-Йоркский, Митрополит всея Америки и Канады                                  | 1977—1980                                                            | |
| 2                                                                       | Феодосий (Лазор)                                                     | Канонсберг, Пенсильвания, США                                        | Фрэнк Лазор                                                          | Архиепископ Вашингтонский, Митрополит всей Америки и Канады                                 | 1981—2002                                                            | |
| 3                                                                       | Герман (Свайко)                                                      | Беирдфорд, Пенсильвания, США                                         | Иосиф (Джозеф) Свайко                                                | Архиепископ Вашингтонский, Митрополит всей Америки и Канады                                 | 2002—2005                                                            | |
| 3                                                                       | Герман (Свайко)                                                      | Беирдфорд, Пенсильвания, США                                         | Иосиф (Джозеф) Свайко                                                | Архиепископ Вашингтонский и Нью-Йоркский, Митрополит всей Америки и Канады                  | 2005—2008                                                            | |
| 4                                                                       | Иона (Паффхаузен)                                                    | Чикаго, США                                                          | Джеймс Паффхаузен                                                    | Архиепископ Вашингтонский и Нью-Йоркский, Митрополит всея Америки и Канады                  | 2008—2009                                                            | Первый предстоятель ПЦА, который не был при рождении православным                                                                              |
| 4                                                                       | Иона (Паффхаузен)                                                    | Чикаго, США                                                          | Джеймс Паффхаузен                                                    | Архиепископ Вашингтонский, Митрополит всей Америки и Канады                                 | 2009—2012                                                            | |
| 5                                                                       | Тихон (Моллард)                                                      | Бостон, США                                                          | Марк Моллард                                                         | Архиепископ Вашингтонский, митрополит всей Америки и Канады                                 | с 2012 года                                                          | |